# Stazione di Domat/Ems
La stazione di Domat/Ems è una stazione della ferrovia Landquart-Coira-Thusis, gestita dalla Ferrovia Retica, serve il comune di Domat/Ems.

## Storia
La stazione entrò in funzione nel 1896 al completamento della linea Landquart-Coira-Thusis della Ferrovia Retica.